# 索弗雷蒙特縣

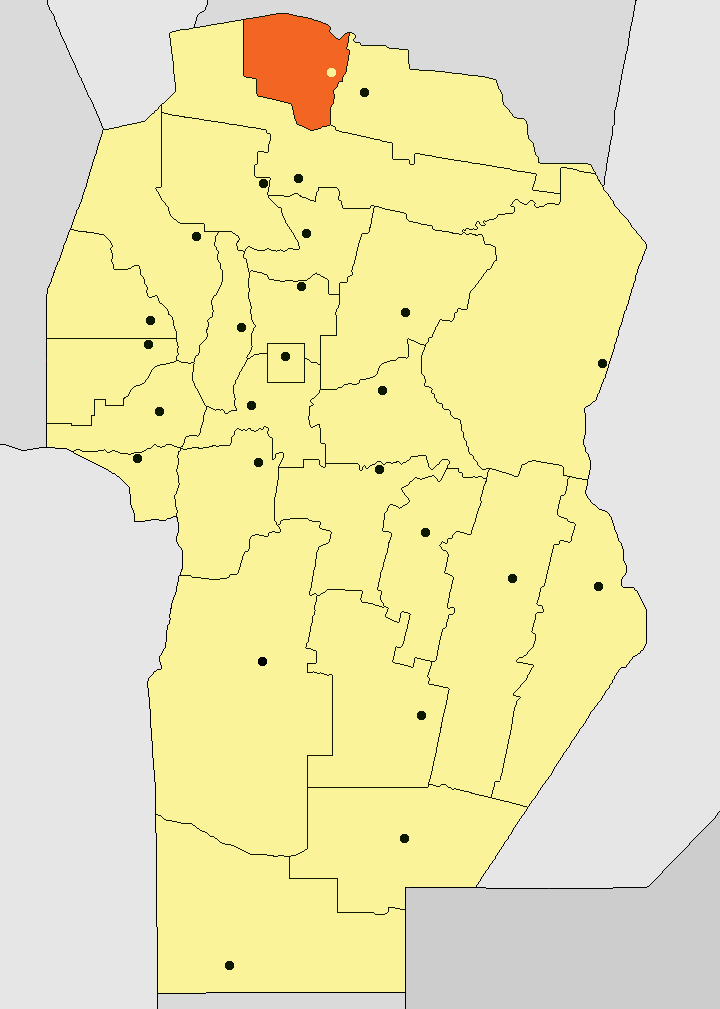

索弗雷蒙特縣（西班牙語：Departamento Sobremonte），是阿根廷的縣份，位於該國中部科爾多瓦省，首府設於聖弗蘭西斯科德爾查尼亞爾，面積3,307平方公里，2001年人口4,531，人口密度每平方公里1.4人。
29°46′S 63°55′W / 29.767°S 63.917°W